# František Kolenatý
František Kolenatý (Praga, 29 gennaio 1900 – 24 febbraio 1956) è stato un calciatore cecoslovacco, di ruolo difensore.

## Carriera

### Nazionale
Partecipa alle Olimpiadi di Anversa, giocando da titolare tutte e quattro le partite della sua Nazionale. Totalizza 28 incontri e 1 gol con la Cecoslovacchia.

## Palmarès

### Competizioni nazionali
- Campionato cecoslovacco: 7

Sparta: 1919, 1920, 1921, 1922, 1923, 1925-1926, 1927

### Competizioni internazionali
- Coppa dell'Europa Centrale: 1

AC Sparta Praha: 1927